# Ostsee-Gymnasium Timmendorfer Strand
Das Ostsee-Gymnasium Timmendorfer Strand (OGT) ist ein staatliches Gymnasium in Timmendorfer Strand im Kreis Ostholstein in Schleswig-Holstein.

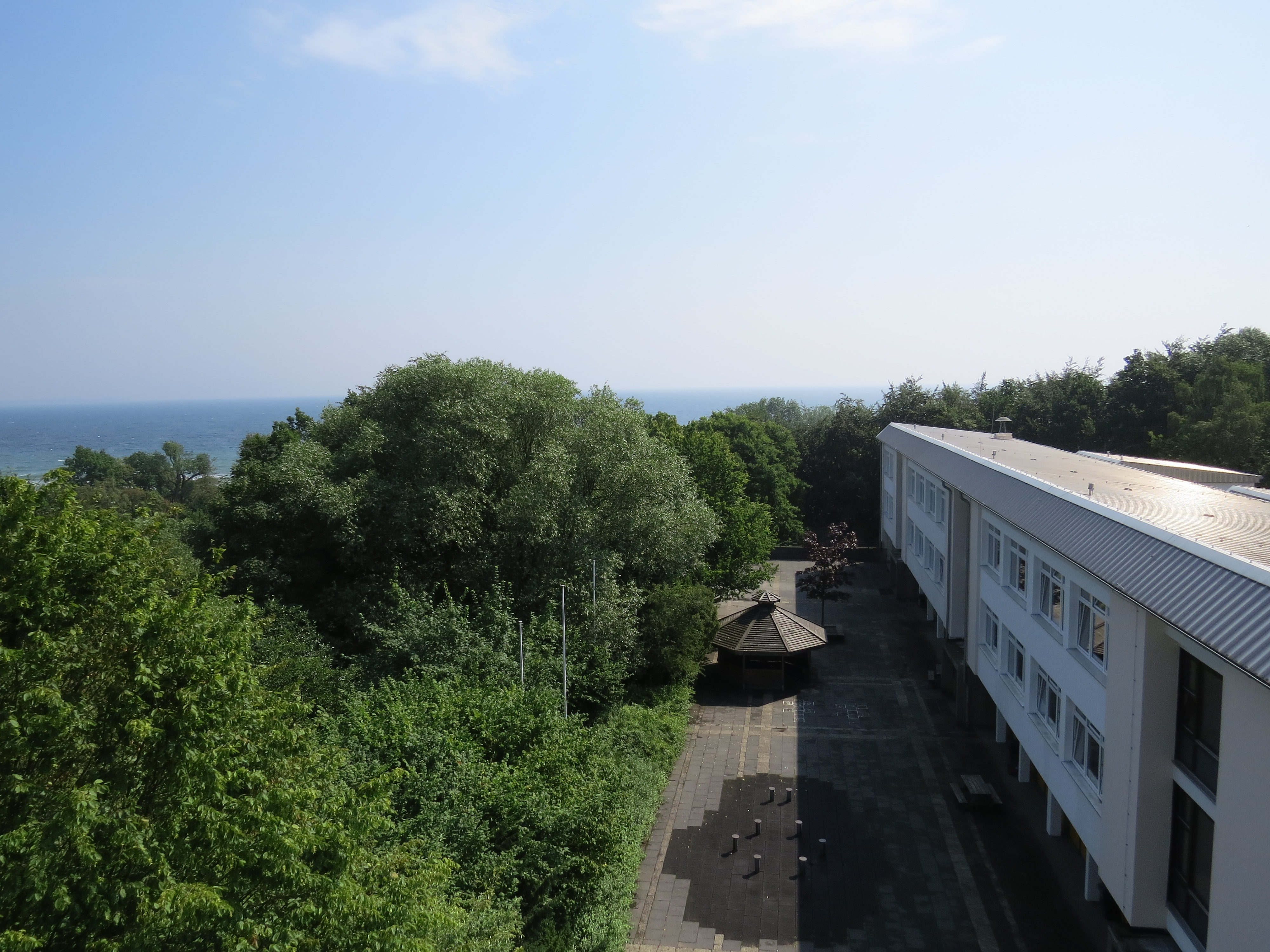
Blick von der Dachterrasse auf den Nordhof

Die Schule befindet sich am Nordende des Ostseebades Timmendorfer Strand unweit der Ostsee. Im Schuljahr 2018/2019 wurden 586 Schüler von insgesamt 59 Lehrern unterrichtet.

## Geschichte

### Gründungszeit
Nach Kriegsende wurden in Timmendorfer Strand staatliche Sonderlehrgänge für Notabiturienten angeboten. Die Unterkunft – wie auch der Unterricht selbst – erfolgte in Räumlichkeiten des Evangelischen Hilfswerks Schleswig-Holstein, welches zudem einen Internatsbetrieb einrichtete. Aus diesen schulischen Anfängen entstand der Gedanke, eine Oberschule mit Internat einzurichten, um die schulische Versorgung der großen Zahl von Flüchtlingskindern sicherzustellen. Mit Zustimmung der britischen Militärregierung konnte der Unterricht am 26. November 1946 beginnen; demnach kann dies als Geburtsdatum der Oberschule betrachtet werden. Untergebracht im Dünenhaus, welches zuvor das ausgelagerte Landeskirchenamt beherbergte, sowie im angemieteten Hotel Waldesruh und dem ehemaligen Hotel zur Kammer konnte der Unterricht unter einfachen Bedingungen beginnen. Im Gegensatz zur staatlichen Schule wurde das Bugenhagen-Internat auch weiterhin durch das landeskirchliche Hilfswerk und später durch die Evangelisch-Lutherische Landeskirche Schleswig-Holstein selbst betrieben.
Bis 1953 wuchs die Schülerzahl schnell an. Die Oberschule war mittlerweile Bildungsort für 620 Schüler, von denen 195 im Bugenhagen-Internat beherbergt wurden. Diese große Menge von Schülern führte zu Raumnot, nicht zuletzt durch den Wegfall eines Gebäudes. Als 1951 auch das Dünenhaus an die Landeskirche zurückgegeben werden musste, konnte der Unterricht nur noch mit großer Mühe aufrechterhalten werden. Die 1950 fertiggestellten Unterkünfte für Mädchen und Jungen konnten im Keller als Unterrichtsräume genutzt und einige Klassen auch nachmittags unterrichtet werden. Mit Unterstützung US-amerikanischer Vereinigungen wurde vor dem Hotel zur Kammer ein fünfklassiges Schulhaus mit Glockentürmchen erbaut, das auch heute noch existiert. Der Kauf des Strandhotels 1953 erlaubte es, auf den Nachmittagsunterricht zu verzichten.

### Das erste Gebäude des Ostsee-Gymnasiums
Selbst in den 1950er Jahren hatte vieles noch einen provisorischen Charakter. In einer Rede des Schulgründers Dr. Rasch heißt es: „Unsere Schule hat kein stolzes Gebäude, sie hat auch keine Tradition, sie ist eine Schöpfung des Augenblicks und in ihren Formen etwas völlig Unnormales. Aber das Wesentliche sollte nicht die äußere Form sein, das Gebäude und die restlose Vollständigkeit der Unterrichtsmittel, sondern der Geist, der sie belebt. Pflicht und verantwortungsbewusste Arbeit werden stets das Entscheidende sein. Unser Dank soll immer denen gelten, die aus dem Nichts etwas schufen, das heute als Ostsee-Gymnasium neue Gestalt gewonnen hat.“
1954 wurde ein Schülerparlament eingeführt, das selbst über die Gelder der Förderbeiträge („Kulturmark“) verfügen konnte. Zwischenzeitliche Bestrebungen, auch die Oberschule als Bekenntnisschule zu führen, verwirklichten sich nicht. Am 6. Januar 1956 erfolgte die Umbenennung und Trennung von Schule und Internat. Die Schule heißt seither Ostsee-Gymnasium. Im folgenden Jahr bekam die Schule ihr erstes eigenes Gebäude, die Turn- und Festhalle. Im selben Jahre fand der erste Schüleraustausch nach Großbritannien statt.
Mitte der 1950er Jahre war erneut das räumliche Fassungsvermögen der Schule erschöpft, sodass die Errichtung eines Schulneubaus in die Wege geleitet wurde. Im August 1961 legte der schleswig-holsteinische Kultusminister Edo Osterloh den Grundstein zum neuen Ostsee-Gymnasium. Das von dem Architekten Wilhelm Neveling entworfene Schulgebäude wurde auf einer Anhöhe oberhalb des Ortes errichtet, rund 200 Meter von der Küste entfernt. Am 31. August 1962 gerichtet, dauerte es jedoch noch ein weiteres halbes Jahr, bis die Räume des in direkter Nachbarschaft zu dem Internat gelegenen Gebäudekomplexes bezugsfertig waren. Mit dem Neubau der Schule hatte das abgewohnte Hotel zur Kammer ausgedient und wurde abgerissen. Nach 17 Jahren endete der Schichtunterricht im Hotel. Die Trennung von Schule und Internat wurde 1964 auch rechtlich untermauert. Fast alle Schüler des Internats besuchten jedoch weiterhin das Ostsee-Gymnasium und stellten dort rund ein Drittel der Schüler.

### Pavillons und Südhof
1967 wurde der neue Sportplatz am Kuhlbrook fertiggestellt. Als Kunst am Bau wurde im selben Jahr auf dem Nordhof des Schuldgebäudes die Betonplastik „Ikarus“ von Gerhard Brandes aufgestellt. Gezwungen durch Raummangel errichtete man 1971 angrenzend an den Südhof vier Pavillons. Im selben Jahr nahm das Ostsee-Gymnasium eine Vorreiterrolle bei der Einführung der Orientierungsstufe und der Fünf-Tage-Woche ein.

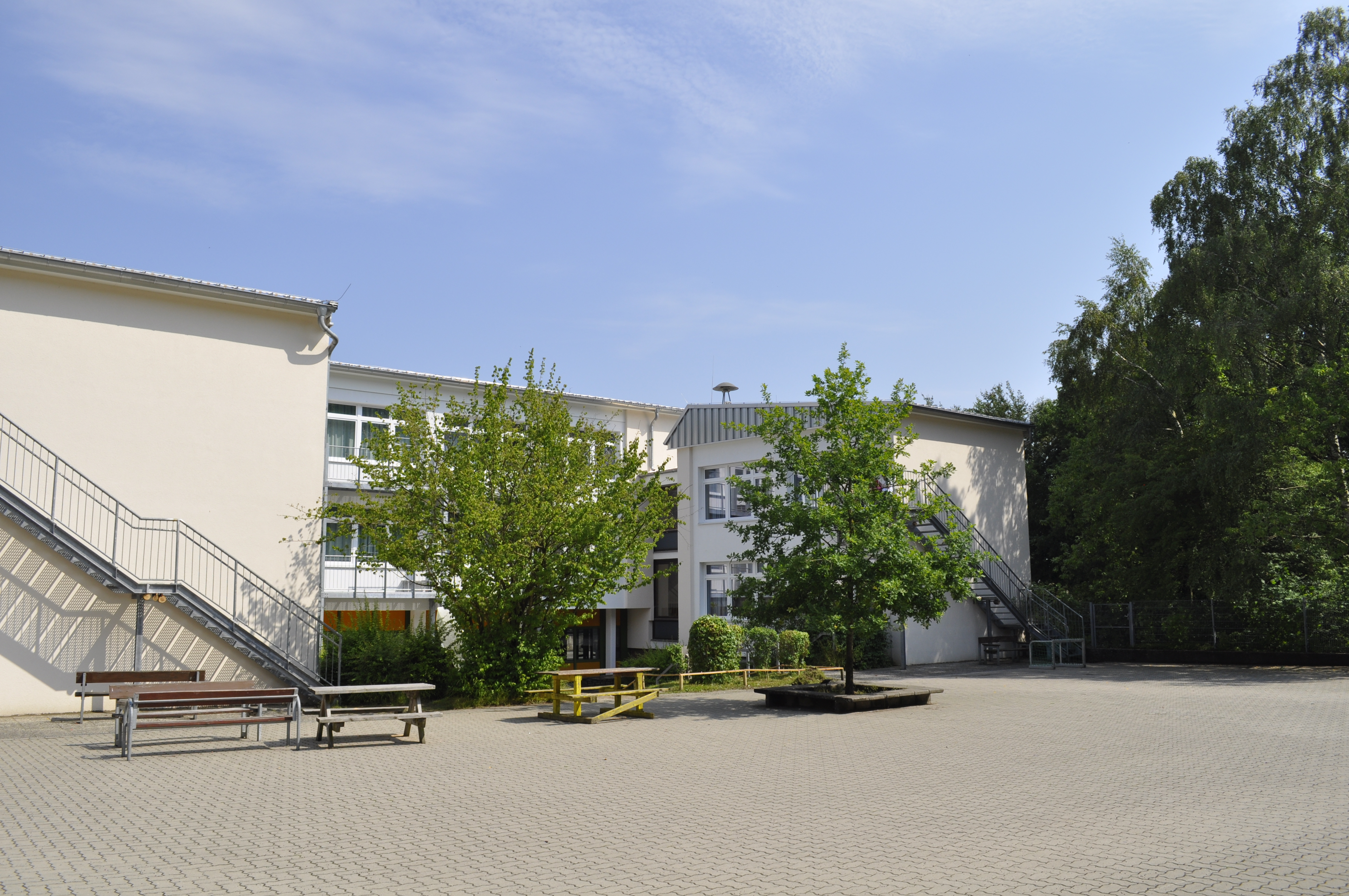
Blick vom Südhof auf das Hauptgebäude

Das Bugenhagen-Internat schloss 1978, da der Betrieb unwirtschaftlich geworden war, und beendete damit einen besonderen Abschnitt für die Schule. Was zu Zeiten des Neubaus aus Kostengründen nicht fertiggestellt werden konnte, holte das Land vor der Übergabe an den Kreis nach: 1979 erhielt die Schule eine Aula und ein Sprachlabor.
Im Vorfeld des Trägerschaftswechsels zu der Gemeinde Timmendorfer Strand im Jahre 2009 wurde die Fassade der Schule grundlegend überarbeitet und mit neuem Dämmmaterial versehen. Der neue Farbton ist heller als das frühere Rot der Ziegel. Ferner wurden die Blitzableiter der Schule erneuert. Im selbigen Jahr folgte nach der Übergabe eine Erweiterung der Räumlichkeiten um drei Container-Klassenräume auf dem Südhof.
Seit 2011 wird statt der bis dahin üblichen 45-Minuten-Stunden nur noch in 90-Minuten-Blöcken unterrichtet. Auch wurde das neue Lernlabor gebaut. Dort befindet sich nun die Schülerbibliothek und das Büro der Schulsozialarbeiterin. Im November 2012 wurde das neue, modern ausgestattete Atrium eingeweiht, in dem Experimente durchgeführt werden können. In dem Raum können nun Kurse sowie die AnNA (angewandte Naturwissenschaften) unterrichtet werden.
Im Frühjahr 2015 erfolgte der Rückbau der Südhof-Pavillons, deren Lebensdauer ursprünglich auf zehn Jahre begrenzt sein sollte. Diese wurden durch modern ausgestattete Container-Klassenräume sowie einen Kiosk ersetzt. Im selbigen Zeitraum wurde der Nordhof mit zwei neuen Spielgerüsten ausgestattet. Seit Beginn des Schuljahres 2018/19 leitet Cordula Braun das Ostsee-Gymnasium.
In den ehemaligen Internatsgebäuden neben der Schule findet sich heute das Bugenhagen Berufsbildungswerk. Die Schüler des Ostsee-Gymnasiums können in der Mittagspause in dieser Einrichtung eine warme Mahlzeit bekommen.

## Fächer und Profile
Am Ostsee-Gymnasium werden verschiedene Profile für die Oberstufe angeboten. Regulär werden das sprachliche, das gesellschaftswissenschaftliche sowie das naturwissenschaftliche Profil angeboten. Der aus der Umstellung von G9 auf G8 resultierende „Doppeljahrgang“ konnte aus insgesamt fünf verschiedenen Profilen wählen. Die Profileinteilung wird bei Eintritt in die Oberstufe vorgenommen.
- Das sprachliche Profil bietet den Schülern die Möglichkeit ihren Schwerpunkt auf die Sprachen zu setzen. Die Schüler haben dann drei Sprachen und nicht, wie in den anderen Profilen, nur zwei. Seit 2014 können die Schüler zwischen Französisch, Englisch, Latein und Spanisch wählen.
- Das Profil der Gesellschaftswissenschaften legt den Schwerpunkt auf Geschichte, WiPo und Erdkunde, wobei in jedem Profil auch mindestens eine Sprache und eine Naturwissenschaft mit ins Abitur einfließen müssen.
- Das Naturwissenschaftsprofil setzt auf die naturwissenschaftlichen Fächer Chemie, Physik und Biologie. Es müssen alle drei Naturwissenschaften als Kurse belegt werden.
- Auch wurden zwei neue Profile im Zuge des Doppeljahrgangs (s. o.) eingeführt, das Sportprofil und das ästhetische Profil. Im Sportprofil wird der Schwerpunkt auf den Sportunterricht und den theoretischen Unterricht zu diesem Fach gelegt. Im ästhetischen/musikalischen Profil wird der Schwerpunkt auf Musik, Kunst und Philosophie bzw. Religion gelegt.

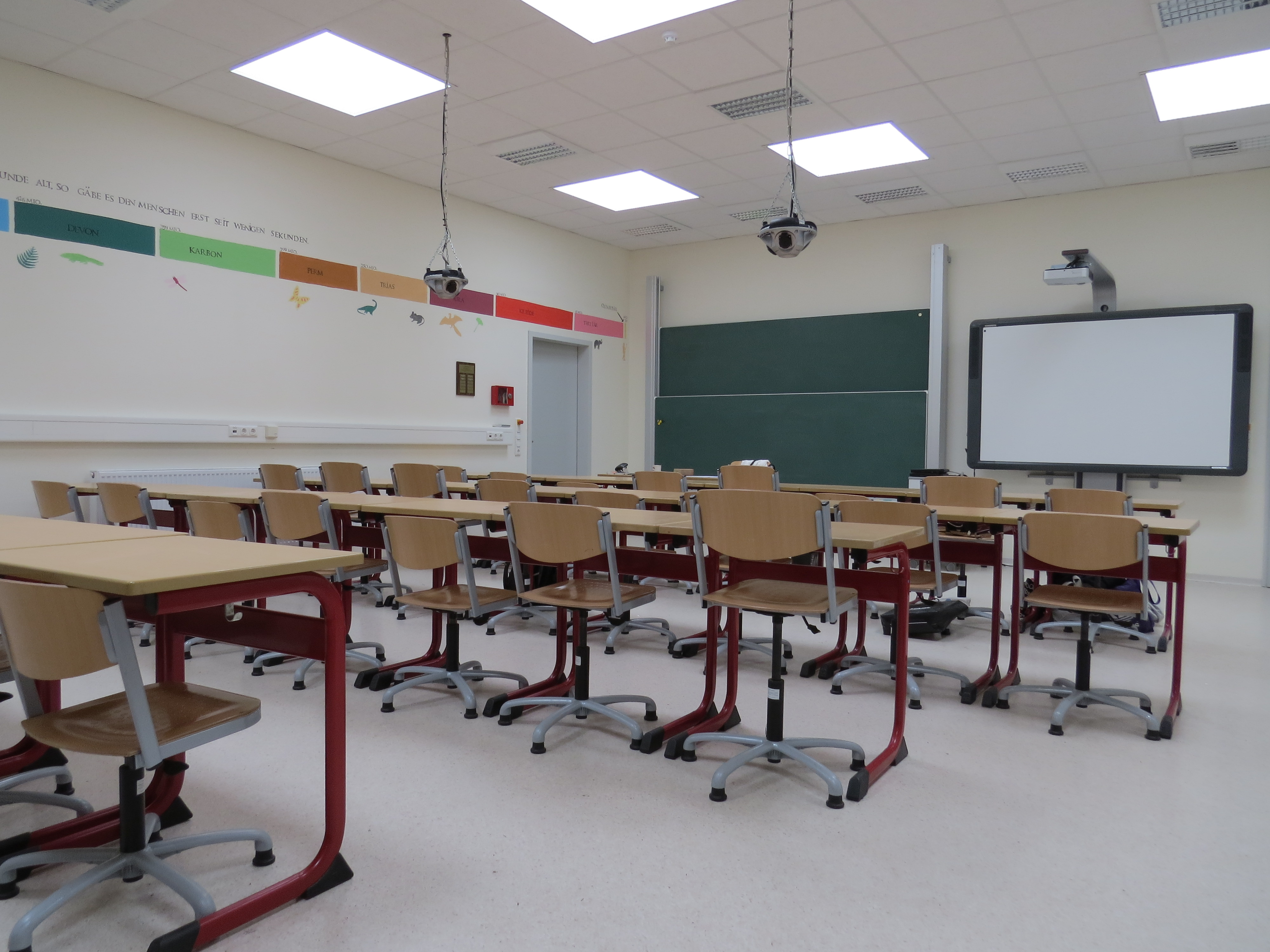
Atrium der Naturwissenschaften

Allerdings gibt es auch in der Mittelstufe neue Fächer. In den angewandten Naturwissenschaften (AnNa) und Gesellschaftswissenschaften (AnGe) werden den Schülern praktisch die jeweiligen Fächer näher gebracht. In der achten Klasse werden diese Fächer erstmals unterrichtet. Die Schüler können zwischen diesen beiden Fächern und einer dritten Sprache (Latein/Französisch) wählen.

## Schulnahe Aktivitäten

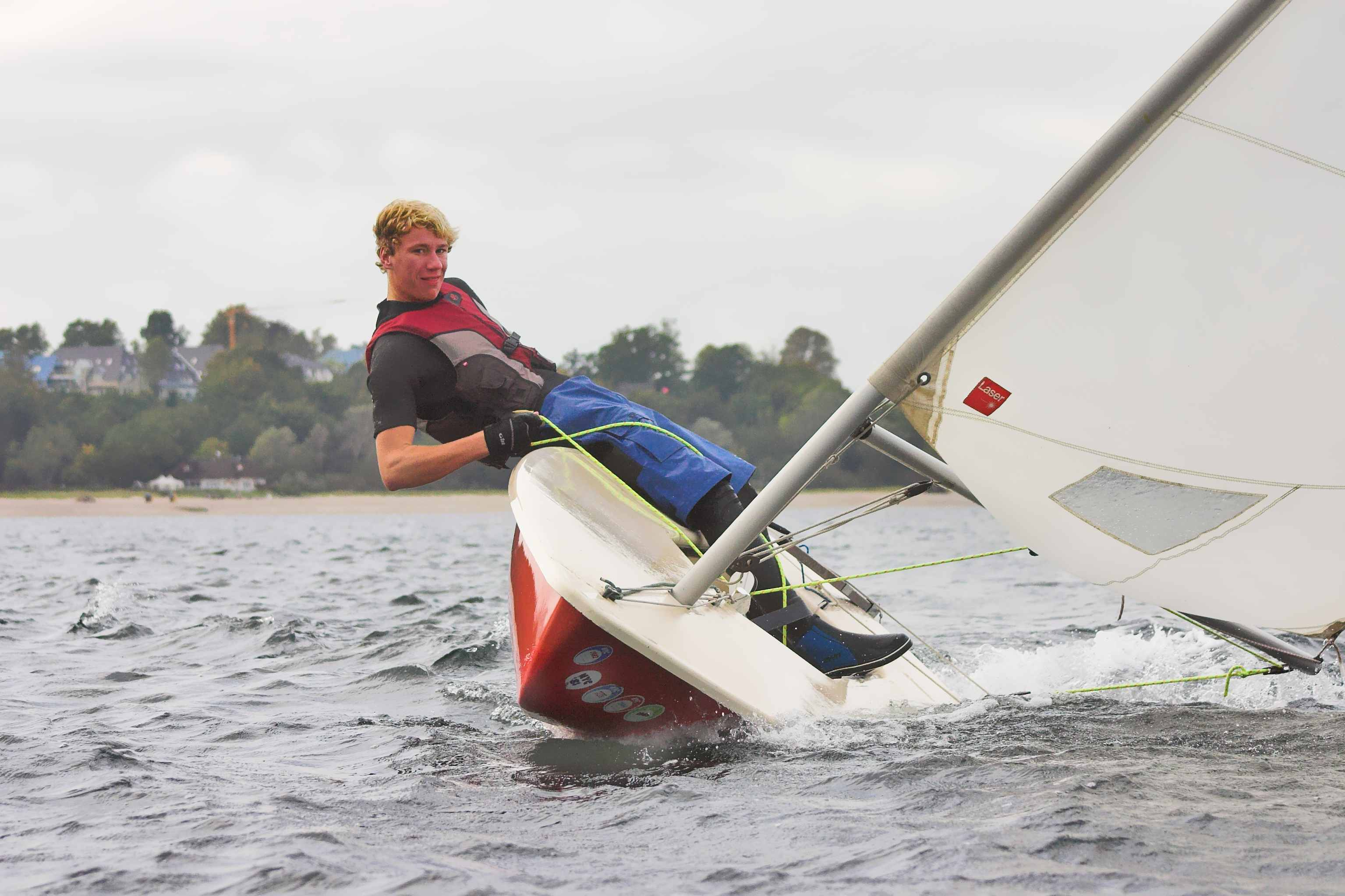
Schüler der Segelgilde des Ostsee-Gymnasiums

### Arbeitsgemeinschaften
Es gibt zahlreiche Arbeitsgemeinschaften, zum Beispiel die Computer-AG, eine Leichtathletik-AG, die Schulband „Big Band“, die Schülerbibliothek und eine Segelgilde.
Die Big Band wird von einem Musikfachlehrer ausgebildet und geleitet und spielt neben regionalen Auftritten auch im Ausland. Die Segelgilde wird von einem Sportfachlehrer geleitet, der den Schülern die Grundlagen des Segelns beibringt sowie sich mit den Schülern um die Pflege der Boote kümmert. Die genutzten Bootstypen sind Laser, Katamaran, 420er Jolle und Team8-Boot.

### Auslandsfahrten
Es finden jährlich ein Schüleraustausch mit einer italienischen und einer französischen Schule statt. Ebenfalls findet eine Fahrt nach Kaliningrad in Russland statt.

## Soziales Engagement
Das Ostsee-Gymnasium unterstützt seit 1994 die Finanzierung eines Waisenhauses in Sri Lanka. Das von einer Lehrerin der Schule gegründete Projekt zur Unterstützung des dortigen Good Shepherd Convents wird mittels eines Sponsorenlaufs und des jährlichen Weihnachtsbasars finanziert.

## Bekannte Schüler
- Maximilian Ahlschwede (* 1990), ehemaliger Fußballspieler
- Sophie Behr (1935–2015), Journalistin und Schriftstellerin (unter anderem Der Spiegel)
- Max Bierhals (* 1987), Gagautor, Drehbuchautor und Creative Director, zweimaliger Gewinner des Grimme-Preises
- Wibke von Bonin (* 1936), Kulturhistorikerin und -publizistin[15]
- Ursula Gräfin von Brockdorff (1936–1989), Politikerin (CDU), ehemalige Sozialministerin des Landes Schleswig-Holstein[16]
- Wibke Bruhns (1938–2019), Journalistin und Autorin; ab 1971 die erste deutsche Nachrichtensprecherin
- Hans-Hermann Dubben (* 1955), Physiker, Gewinner des Fischer-Appelt-Preis (1996) und des Hermann-Holthusen Preises (2000)
- Niclas Dürbrook (* 1990), Politiker (SPD), Mitglied des Schleswig-Holsteinischen Landtags (seit 2022)
- Sylvia Eisenberg (* 1948), Politikerin (CDU), ehemaliges Mitglied des Schleswig-Holsteinischen Landtags (2000–2009)
- Dirk Fischer (* 1943), Politiker (CDU), ehemaliges Mitglied des Deutschen Bundestages (1980–2017), ehemaliger Vorsitzender der Arbeitsgruppe Verkehr, Bau und Stadtentwicklung, Aufbau Ost
- Hans Frank (1939–2019), Admiral
- Gunter Gebauer (* 1944), Philosoph, Sportwissenschaftler und Linguist
- Vadim Glowna (1941–2012), Schauspieler, Regisseur, Drehbuchautor und Filmproduzent
- Rasmus von Gottberg (1932–2010), Schriftsteller, Regisseur und Produzent, dreimaliger Gewinner des Goldenen Löwen von Cannes
- Helmut Greim (* 1935), Toxikologe und Hochschullehrer
- Wilhelm Riehmer (* 1936), Brigadegeneral des Heeres der Bundeswehr
- Michael F. Jischa (* 1937), Ingenieurwissenschaftler, Hochschullehrer und Ehrenpräsident der Deutschen Gesellschaft Club of Rome
- Werner Lehfeldt (* 1943), Vorsitzender der Phil.-Historischen Klasse und Vizepräsident der Göttinger Akademie der Wissenschaften
- Gert Maichel (* 1949), Jurist und Industriemanager (ehemals RWE)
- Karl-Heinz Marotzke (1934–2022), ehemaliger Fußballtrainer und FIFA-Funktionär
- Jens Michow (* 1950), Jurist und Fachbuchautor
- Achatz von Müller (* 1943), Historiker
- Vincent Niessen (* 1997), Jazzmusiker
- Birger Petersen (* 1972), Komponist, Musikwissenschaftler und Hochschullehrer
- Aribert Reimann (* 1969), Historiker
- Ilja Ruf (* 2001), Jazz- und klassischer Musiker
- Silva Seeler (* 1951), Politikerin (SPD), ehemaliges Mitglied des Niedersächsischen Landtags (1990–2013)
- Sven Unterwaldt (* 1965), Filmregisseur und Drehbuchautor (7 Zwerge – Männer allein im Wald)
- Michèl von Wussow (* 1995), Musiker